# هانول (میزوری)
هانول (به انگلیسی: Hunnewell) یک شهر در ایالات متحده آمریکا است که در شهرستان شل‌بای، میزوری واقع شده‌است. هانول ۱٫۶۱ کیلومتر مربع مساحت و ۱۸۴ نفر جمعیت دارد و ۲۲۹ متر بالاتر از سطح دریا واقع شده‌است.